# Raymond Federman
Raymond Federman (Franciaország, Montrouge, 1928. május 15. – Amerikai Egyesült Államok, San Diego, Kalifornia, 2009. október 6.) francia születésű amerikai író, költő, műfordító és kritikus.

## Élete
A franciaországi Montrouge-ban született, 1947-ben vándorolt ki az Amerikai Egyesült Államokba. Szolgált a koreai háborúban, majd Japánban (1951-1954). Tanulmányait a Columbia- és a Kaliforniai Egyetemen végezte. Doktori értekezését Samuel Beckettről írta (Journey into Chaos: Samuel Beckett's Early Fiction; 1965). Alapító tagja a Fiction Collective kiadónak, melynél saját kötetei is jelentek meg. 1973-1999 között az amerikai Buffalo Egyetemen tanított.
Verseivel és regényeivel párhuzamosan műfordításokat készített és tanulmányai jelentek meg az Amerikai Egyesült Államokban és külföldön. Két nyelven alkotott, angolul és franciául, de művei nagyobb része az előbbi nyelven született. Főbb művei közül magyarul mindössze a Mosolyregény című regénye olvasható. A Magyar Lettre Internationale 1995 tavaszi számában Hogy a bödön, Schindler úr? címmel kritikája jelent meg Steven Spielberg Schindler listája című filmjéről. További írásai jelentek meg a Nagyvilág folyóirat 1984 márciusi és 1987 novemberi számában, valamint a Helikon folyóirat 1987. 1-4. összevont számában.
Hosszan tartó rákbetegség után San Diegói otthonában hunyt el.

## Fontosabb művei

### Verseskötetek
- 1967: Among the Beasts
- 1975: Me Too
- 1990: Duel-Duel
- 1992: Now Then
- 2001: 99 Hand-Written Poems
- 2003: Here and Elsewhere: Poetic Cul de Sac

### Regények
- 1971: Double or Nothing
- 1974: Amer Eldorado (francia nyelven íródott)
- 1976: Take It or Leave It
- 1979: The Voice in the Closet
- 1982: The Twofold Vibration
- 1985: Smiles on Washington Square – Magyarul: Mosolyregény : Afféle szerelmi történet (ford. Pásztor Péter). Bp., Európa Könyvkiadó, 1990. ISBN 963-07-5227-1
- 1990: To Whom It May Concern
- 1997: La Fourrure de ma Tante Rachel (francia nyelven íródott)
- 2001: Loose Shoes
- 2001: Aunt Rachel's Fur
- 2002: My Body in Nine Parts: With Three Supplements & Ten Illustrations
- 2009: The Carcasses: A Fable

### Egyéb
- 1965: Journey to chaos; Samuel Beckett's early fiction
- 1970: Samuel Beckett: his works and his critics (John Fletcherrel közösen)
- 1975: Surfiction: Fiction Now and Tomorrow (szerkesztő)
- 2006: Le livre de Sam (Emlékiratok Samuel Beckettről. Angolul: 2008: The Sam Book)
- 2007: Twilight of the bums (George Chambers-szel közösen)

## Magyarul
- Mosolyregény. Afféle szerelmi történet; ford. Pásztor Péter, utószó Abádi Nagy Zoltán; Európa, Bp., 1990 (Modern könyvtár)